# Nokia 1110
Nokia 1110 și Nokia 1110i sunt telefoane low-end mobile GSM fabricate de Nokia. 1110 a fost lansat în 2005 și 1110i a fost lansat în 2006.
Telefonul a fost direcționat către țările în curs de dezvoltare. Telefonul a fost înlocuit de Nokia 1200. Nokia 1110 este cea mal mai bine vândut dispozitiv mobil din toate timpurile cu de aproximativ 250 de milioane de unități. 
Are trei jocuri preinstalate. Aceasta susține mesajele ilustrate pentru trimitea a unei felicitări de imagine.